# Canton de Nexon
Le canton de Nexon est une ancienne division administrative française située dans le département de la Haute-Vienne et la région Nouvelle-Aquitaine. À la suite du redécoupage cantonal de 2014, le canton est fondu dans ceux d'Eymoutiers et Saint-Yrieix-la-Perche.

## Géographie
Ce canton était organisé autour de Nexon dans l'arrondissement de Limoges. Son altitude variait de 259 m (Meilhac) à 557 m (Rilhac-Lastours) pour une altitude moyenne de 363 m.

## Représentation

### Conseillers généraux de 1833 à 2015
| Période | Période      | Identité                                | Étiquette    | Qualité                                                                                     |
| ------- | ------------ | --------------------------------------- | ------------ | ------------------------------------------------------------------------------------------- |
| 1833    | 1839 (décès) | Jean-Baptiste Henry                     |              | Maître de forges, maire de Ladignac                                                         |
| 1839    | 1848         | Antoine Beaune-Beaurie                  |              | Avocat à la Cour de Limoges                                                                 |
| 1848    | 1876 (décès) | Baron puis Comte Armand de Gay de Nexon | Droite       | Officier de cavalerie propriétaire à Nexon                                                  |
| 1876    | 1896 (décès) | Jean-Baptiste Bonnet                    | Républicain  | Maire de Nexon                                                                              |
| 1896    | 1904         | Gabriel Thomas                          | Rad.         | Maire de Nexon                                                                              |
| 1904    | 1919         | Louis Nouhaud                           | Rad.         | Pharmacien à Nexon Député (1910-1919)                                                       |
| 1919    | 1940         | Gabriel Debrégéas                       | SFIO         | Agriculteur - Maire de La Meyze (1919-1970), conseiller d'arrondissement Député (1928-1942) |
|         |              |                                         |              |                                                                                             |
| 1945    | 1949         | Jean Laplaud                            | SFIO         | Propriétaire à Nexon                                                                        |
| 1949    | 1967         | Gabriel Debrégéas                       | SFIO         | Agriculteur Maire de La Meyze (1919-1970) Député (1928-1942)                                |
| 1967    | 1985         | Pierre Rabaud                           | SFIO puis PS | Maire de La Meyze                                                                           |
| 1985    | 1998         | René Rebière                            | PS           | Agent général d'assurances retraité Maire de Nexon                                          |
| 1998    | 2015         | Daniel Faucher                          | PS           | adjoint au Maire de Nexon                                                                   |

### Conseillers d'arrondissement (de 1833 à 1940)
Le canton de Nexon avait deux conseillers d'arrondissement.
Il appartenait à l'arrondissement de Saint-Yrieix jusqu'à sa disparition en 1926.
| Période                                  | Période      | Identité                            | Étiquette | Qualité |
| ---------------------------------------- | ------------ | ----------------------------------- | --------- | --- |
| 1833                                     | 1842         | Joseph Bessoule-Lalage              |           | Notaire, maire de La Meyze                                                                                                 |
| 1833                                     | 1848         | Pierre de Luret de Feix (1790-1876) |           | Propriétaire du château Elyas à Saint-Priest-Ligoure                                                                       |
| 1842                                     | 1848         | Arnoul Cubertafon                   |           | Notaire royal, maire de Nexon                                                                                              |
|                                          |              |                                     |           | |
|                                          | 1903 (décès) | M. Bonafy                           |           | |
|                                          |              |                                     |           | |
| 1910                                     | 1919         | Gabriel Debrégéas                   | SFIO      | Agriculteur, syndicaliste agricole, président de la Chambre d’agriculture de la Haute-Vienne Maire de La Meyze (1919-1970) |
|                                          |              |                                     |           | |
| av.1931                                  | 1937         | M. Jumeaux-Lafond                   | RG        | |
| av.1931                                  | 1937         | M. Vergnolle                        | PRS       | |
| 1937                                     | 1940         | P. Aubert                           | SFIO      | Maire de La Roche-l'Abeille                                                                                                |
| 1937                                     | 1940         | F. Autier                           | SFIO      | Conseiller municipal de Nexon                                                                                              |
| 1940                                     |              |                                     |           | Les conseils d'arrondissement ont été suspendus par la loi du 12 octobre 1940 et n'ont jamais été réactivés                |
| Les données manquantes sont à compléter. |              |                                     |           | |

## Composition
Le canton de Nexon groupe 9 communes et compte 7 770 habitants au recensement de 2010.
| Communes                   | Population (2012) | Code postal | Code Insee |
| -------------------------- | ----------------- | ----------- | ---------- |
| Janailhac                  | 477               | 87800       | 87077      |
| Meilhac                    | 512               | 87800       | 87094      |
| La Meyze                   | 846               | 87800       | 87096      |
| Nexon                      | 2 474             | 87800       | 87106      |
| Rilhac-Lastours            | 353               | 87800       | 87124      |
| La Roche-l'Abeille         | 607               | 87800       | 87127      |
| Saint-Hilaire-les-Places   | 878               | 87800       | 87150      |
| Saint-Maurice-les-Brousses | 965               | 87800       | 87169      |
| Saint-Priest-Ligoure       | 658               | 87800       | 87176      |

## Démographie
| 1962  | 1968  | 1975  | 1982  | 1990  | 1999  | 2006  | 2010  |
| ----- | ----- | ----- | ----- | ----- | ----- | ----- | ----- |
| 6 949 | 7 558 | 6 997 | 6 958 | 6 533 | 6 618 | 7 206 | 7 770 |